# Ветропарк Пландиште I
Ветропарк Пландиште I је планирани ветропарк у изградњи у Србији. Налазиће се у близини места Пландиште на територији општине Пландиште у јужном Банату. Очекиван почетак рада је током 2021. године. Састојаће се од 34 турбине, укупног капацитета 102 мегавата, што омогућавати снабдевање електричном енергијом око 85.000 домаћинстава.